# 野鹤镇
野鹤镇，是中华人民共和国重庆市忠县下辖的一个乡镇级行政单位。

## 行政区划
野鹤镇下辖以下地区：
野鹤社区、羊马村、东子村、稻谷村、楼子村、愉幸村、桐溪村、立树村、清和村、白寺村、家田村和蝴蝶村。